# Consejo de Gobiernos Locales de Cataluña
El Consejo de Gobiernos Locales de Cataluña es el órgano que está previsto que asuma la representación de los municipios y veguerías en las instituciones de la Generalidad. 

## Objeto
El Consejo tendrá que ser escuchado, según el nuevo Estatuto de autonomía, en la tramitación parlamentaria de las iniciativas legislativas que afecten de manera específica a las administraciones locales y en la tramitación de planes y normas reglamentarias de carácter idéntico.

## Composición, organización y funciones
Una ley del Parlamento de Cataluña regulará la composición, organización y funciones del organismo.
- Datos: Q5784014